# Scheinraum
Ein Scheinraum bezeichnete bei den Pionieren der NVA einen militärischen Raum, wie er sich für den Gegner darstellt.
Hierzu kann der bestehende Raum durch Veränderungen präpariert werden; solche Täuschungen umfassen
- Attrappen von Militärfahrzeugen und anderen Kampfmitteln
- Veränderung von Geländeerhebungen und Geländesenken
- Veränderung der Vegetation

Pioniere der NVA, genauso wie diejenigen anderer Armeen des Warschauer Paktes, waren in dieser Technik so spezialisiert, dass sie einen Schützenpanzerwagen nur mit Ästen, Zweigen und Zeltbahnen darstellen konnten.